# Szentgyörgyi Sámuel
Szentgyörgyi Sámuel, olykor Szent-Györgyi formában is (Hejce, 1683 – Rimaszombat, 1745. március 6.) református lelkész, a Tiszáninneni református egyházkerület püspöke 1735-től haláláig.

## ÉLetútja
Szentgyörgyi Máté lelkész és Almási Borbála gyermekeként született. Tanulmányait Göncön, Kassán és Sárospatakon végezte, ahol Vay Ádám fiának, Ádámnak  volt nevelője. 1710-től a kollégium seniora volt. Ezután külföldön tanult, előbb 1712-ben az utrechti, 1713-tól a franekeri egyetemen. Hazatérve a győri lelkészi hivatalt foglalta el 1714-ben, ahol 1729-ig működött. Innen Rimaszombatra került és 1733-ban megválasztották az egyházkerület első püspökének (valójában szuperintendánsnak, mivel ekkoriban a püspöki titulus még csak a katolikus egyházi vezetőknek járt). 1745. február 23-án lemondott tisztségeiről és a következő hónapban, 1745. március 6-án elhunyt.
Egy műve ismert: A léleknek s a testnek – Teleki Ádám gróf megholt párjára, báró Wesselényi Susánna... asszonyra... az ajnáskői várban 1739. Sz. György hava 28. mondott gyászbeszéde. Kolozsvár.